# Samarate
Samarate est une commune de la province de Varèse, dans la région Lombardie, en Italie.

## Toponyme
Provient du nom latin Samerius.

## Économie
Le village de Cascina Costa est le « siège » de Leonardo (ancien AgustaWestland, fusionné dans le groupe à partir de 2016), l'un des plus grands fabricants mondiaux d'hélicoptères.

## Administration
| Période                                  | Période  | Identité         | Étiquette     | Qualité    |
| ---------------------------------------- | -------- | ---------------- | ------------- | ---------- |
| 19/4/2005                                | En cours | Vittorio Solanti | centre gauche | commerçant |
| Les données manquantes sont à compléter. |          |                  |               |            |

### Hameaux
Cascina Costa, Cascina Elisa, San Macario, Verghera.

### Communes limitrophes
| Somma Lombardo | Cardano al Campo     | Gallarate     |
| Ferno          | Samarate             |               |
| Lonate Pozzolo | Magnago, Vanzaghello | Busto Arsizio |